# 阿戈讷地区普雷
阿戈讷地区普雷（法語：Pretz-en-Argonne）是法国默兹省的一个市镇，属于巴勒迪克区。该市镇总面积9.89平方公里，2009年时的人口为63人。

## 人口
阿戈讷地区普雷人口变化图示